# Canton du Nord-Toulois
Le canton du Nord-Toulois est une circonscription électorale française du département de Meurthe-et-Moselle.

## Histoire
Un nouveau découpage territorial de Meurthe-et-Moselle entre en vigueur à l'occasion des élections départementales de 2015. Il est défini par le décret du 26 février 2014, en application des lois du 17 mai 2013 (loi organique 2013-402 et loi 2013-403). Les conseillers départementaux sont, à compter de ces élections, élus au scrutin majoritaire binominal mixte. Les électeurs de chaque canton élisent au Conseil départemental, nouvelle appellation du Conseil général, deux membres de sexe différent, qui se présentent en binôme de candidats. Les conseillers départementaux sont élus pour 6 ans au scrutin binominal majoritaire à deux tours, l'accès au second tour nécessitant 12,5 % des inscrits au 1er tour. En outre la totalité des conseillers départementaux est renouvelée. Ce nouveau mode de scrutin nécessite un redécoupage des cantons dont le nombre est divisé par deux avec arrondi à l'unité impaire supérieure si ce nombre n'est pas entier impair, assorti de conditions de seuils minimaux. En Meurthe-et-Moselle, le nombre de cantons passe ainsi de 44 à 23.
Le canton du Nord-Toulois est formé de communes des anciens cantons de Toul-Nord (12 communes), de Domèvre-en-Haye (27 communes), de Thiaucourt-Regniéville (17 communes) et de Pompey (1 commune). Avec ce redécoupage administratif, le territoire du canton s'affranchit des limites d'arrondissements, avec 56 communes incluses dans l'arrondissement de Toul et une dans celui de Nancy. Le bureau centralisateur est situé à Liverdun.

## Représentation
| Période élective | Période élective | Mandat | Mandat   | Identité        | Nuance | Nuance | Qualité |
| ---------------- | ---------------- | ------ | -------- | --------------- | ------ | ------ | --- |
| 2015             | 2021             | 2015   | 2021     | Corinne Lalance |        | LR     | Responsable de gestion administrative à Opcalia (financement de la formation professionnelle) Adjointe au maire de Gondreville |
| 2015             | 2021             | 2015   | 2021     | Jean Loctin     |        | LR     | Conseiller municipal de Liverdun Ancien conseiller général du Canton de Domèvre-en-Haye (1994-2015)                            |
| 2021             | 2028             | 2021   | en cours | Corinne Lalance |        | LR     | Conseillère sortante, conseillère municipale de Gondreville                                                                    |
| 2021             | 2028             | 2021   | en cours | Jean Loctin     |        | LR     | Conseiller sortant |

### Résultats détaillés

#### Élections de mars 2015
À l'issue du 1er tour des élections départementales de 2015, trois binômes sont en ballottage : Corinne Lalance et Jean Loctin (UMP, 33,84 %), Nadine Hanzo et Cédric Marsolle (FN, 33,59 %) et Catherine Guenser et Olivier Jacquin (PS, 32,57 %). Le taux de participation est de 54,19 % (10 914 votants sur 20 139 inscrits) contre 48,16 % au niveau départemental et 50,17 % au niveau national.
Au second tour, Corinne Lalance et Jean Loctin (UMP) sont élus avec 37,05 % des suffrages exprimés et un taux de participation de 55,37 % (4 008 voix pour 11 125 votants et 20 093 inscrits).

#### Élections de juin 2021
Le premier tour des élections départementales de 2021 est marqué par un très faible taux de participation (33,26 % au niveau national). Dans le canton du Nord-Toulois, ce taux de participation est de 33,33 % (6 848 votants sur 20 546 inscrits) contre 29,74 % au niveau départemental. À l'issue de ce premier tour, deux binômes sont en ballottage : Corinne Lalance et Jean Loctin (Union au centre et à droite, 36,71 %) et Denis Fourrière et Chantal Jarrousse (Union à gauche avec des écologistes, 32,54 %).
Le second tour des élections est marqué une nouvelle fois par une abstention massive équivalente au premier tour. Les taux de participation sont de 34,36 % au niveau national, 30,76 % dans le département et 34,3 % dans le canton du Nord-Toulois. Corinne Lalance et Jean Loctin (Union au centre et à droite) sont élus avec 58,88 % des suffrages exprimés (3 764 voix pour 7 053 votants et 20 561 inscrits),,.

## Composition
Lors du redécoupage de 2014, le canton du Nord-Toulois comprenait cinquante-sept communes entières.
À la suite de la création au 1er janvier 2016 de la commune nouvelle de Bois-de-Haye, le canton comprend désormais cinquante-six communes entières.
| Nom                              | Code Insee | Intercommunalité               | Superficie (km2) | Population (dernière pop. légale) | Densité (hab./km2) | Modifier                                    |
| -------------------------------- | ---------- | ------------------------------ | ---------------- | --------------------------------- | ------------------ | ------------------------------------------- |
| Liverdun (bureau centralisateur) | 54318      | CC du Bassin de Pompey         | 25,23            | 5 656 (2022)                      | 224                | modifier les données · modifier les données |
| Aingeray                         | 54007      | CC Terres Touloises            | 12,79            | 538 (2022)                        | 42                 | modifier les données · modifier les données |
| Andilly                          | 54016      | CC Terres Touloises            | 7,12             | 281 (2022)                        | 39                 | modifier les données · modifier les données |
| Ansauville                       | 54019      | CC Terres Touloises            | 6,97             | 76 (2022)                         | 11                 | modifier les données · modifier les données |
| Avrainville                      | 54034      | CC Terres Touloises            | 9,73             | 215 (2022)                        | 22                 | modifier les données · modifier les données |
| Beaumont                         | 54057      | CC Mad et Moselle              | 3,11             | 69 (2022)                         | 22                 | modifier les données · modifier les données |
| Bernécourt                       | 54063      | CC Mad et Moselle              | 9,38             | 175 (2022)                        | 19                 | modifier les données · modifier les données |
| Bois-de-Haye                     | 54557      | CC Terres Touloises            | 24,68            | 2 333 (2022)                      | 95                 | modifier les données · modifier les données |
| Boucq                            | 54086      | CC Terres Touloises            | 22,66            | 357 (2022)                        | 16                 | modifier les données · modifier les données |
| Bouillonville                    | 54087      | CC Mad et Moselle              | 5,32             | 146 (2022)                        | 27                 | modifier les données · modifier les données |
| Bouvron                          | 54088      | CC Terres Touloises            | 10,00            | 211 (2022)                        | 21                 | modifier les données · modifier les données |
| Bruley                           | 54102      | CC Terres Touloises            | 6,25             | 616 (2022)                        | 99                 | modifier les données · modifier les données |
| Charey                           | 54119      | CC Mad et Moselle              | 9,31             | 89 (2022)                         | 9,6                | modifier les données · modifier les données |
| Domèvre-en-Haye                  | 54160      | CC Terres Touloises            | 8,46             | 408 (2022)                        | 48                 | modifier les données · modifier les données |
| Dommartin-la-Chaussée            | 54166      | CC Mad et Moselle              | 2,71             | 27 (2022)                         | 10,0               | modifier les données · modifier les données |
| Essey-et-Maizerais               | 54182      | CC Mad et Moselle              | 13,02            | 328 (2022)                        | 25                 | modifier les données · modifier les données |
| Euvezin                          | 54187      | CC Mad et Moselle              | 11,28            | 107 (2022)                        | 9,5                | modifier les données · modifier les données |
| Flirey                           | 54200      | CC Mad et Moselle              | 15,77            | 163 (2022)                        | 10                 | modifier les données · modifier les données |
| Fontenoy-sur-Moselle             | 54202      | CC Terres Touloises            | 5,54             | 368 (2022)                        | 66                 | modifier les données · modifier les données |
| Francheville                     | 54208      | CC Terres Touloises            | 10,94            | 295 (2022)                        | 27                 | modifier les données · modifier les données |
| Gézoncourt                       | 54225      | CC du Bassin de Pont-à-Mousson | 5,34             | 183 (2022)                        | 34                 | modifier les données · modifier les données |
| Gondreville                      | 54232      | CC Terres Touloises            | 25,03            | 2 643 (2022)                      | 106                | modifier les données · modifier les données |
| Griscourt                        | 54239      | CC du Bassin de Pont-à-Mousson | 3,74             | 138 (2022)                        | 37                 | modifier les données · modifier les données |
| Grosrouvres                      | 54240      | CC Terres Touloises            | 4,61             | 52 (2022)                         | 11                 | modifier les données · modifier les données |
| Hamonville                       | 54248      | CC Mad et Moselle              | 6,66             | 97 (2022)                         | 15                 | modifier les données · modifier les données |
| Jaillon                          | 54272      | CC Terres Touloises            | 7,47             | 470 (2022)                        | 63                 | modifier les données · modifier les données |
| Jaulny                           | 54275      | CC Mad et Moselle              | 8,25             | 200 (2022)                        | 24                 | modifier les données · modifier les données |
| Lagney                           | 54288      | CC Terres Touloises            | 14,34            | 498 (2022)                        | 35                 | modifier les données · modifier les données |
| Limey-Remenauville               | 54316      | CC Mad et Moselle              | 18,33            | 312 (2022)                        | 17                 | modifier les données · modifier les données |
| Lironville                       | 54317      | CC Mad et Moselle              | 8,99             | 131 (2022)                        | 15                 | modifier les données · modifier les données |
| Lucey                            | 54327      | CC Terres Touloises            | 10,70            | 624 (2022)                        | 58                 | modifier les données · modifier les données |
| Mamey                            | 54340      | CC Mad et Moselle              | 7,56             | 335 (2022)                        | 44                 | modifier les données · modifier les données |
| Mandres-aux-Quatre-Tours         | 54343      | CC Mad et Moselle              | 10,24            | 201 (2022)                        | 20                 | modifier les données · modifier les données |
| Manoncourt-en-Woëvre             | 54346      | CC Terres Touloises            | 10,56            | 254 (2022)                        | 24                 | modifier les données · modifier les données |
| Manonville                       | 54348      | CC Terres Touloises            | 9,43             | 239 (2022)                        | 25                 | modifier les données · modifier les données |
| Martincourt                      | 54355      | CC du Bassin de Pont-à-Mousson | 10,66            | 91 (2022)                         | 8,5                | modifier les données · modifier les données |
| Ménil-la-Tour                    | 54360      | CC Terres Touloises            | 8,82             | 342 (2022)                        | 39                 | modifier les données · modifier les données |
| Minorville                       | 54370      | CC Terres Touloises            | 12,65            | 226 (2022)                        | 18                 | modifier les données · modifier les données |
| Noviant-aux-Prés                 | 54404      | CC Terres Touloises            | 11,19            | 233 (2022)                        | 21                 | modifier les données · modifier les données |
| Pannes                           | 54416      | CC Mad et Moselle              | 8,37             | 175 (2022)                        | 21                 | modifier les données · modifier les données |
| Rembercourt-sur-Mad              | 54453      | CC Mad et Moselle              | 5,04             | 154 (2022)                        | 31                 | modifier les données · modifier les données |
| Rogéville                        | 54460      | CC du Bassin de Pont-à-Mousson | 6,94             | 152 (2022)                        | 22                 | modifier les données · modifier les données |
| Rosières-en-Haye                 | 54463      | CC du Bassin de Pont-à-Mousson | 10,74            | 248 (2022)                        | 23                 | modifier les données · modifier les données |
| Royaumeix                        | 54466      | CC Terres Touloises            | 21,57            | 396 (2022)                        | 18                 | modifier les données · modifier les données |
| Saint-Baussant                   | 54470      | CC Mad et Moselle              | 8,92             | 65 (2022)                         | 7,3                | modifier les données · modifier les données |
| Saizerais                        | 54490      | CC du Bassin de Pompey         | 14,44            | 1 457 (2022)                      | 101                | modifier les données · modifier les données |
| Sanzey                           | 54492      | CC Terres Touloises            | 3,58             | 148 (2022)                        | 41                 | modifier les données · modifier les données |
| Seicheprey                       | 54499      | CC Mad et Moselle              | 8,35             | 109 (2022)                        | 13                 | modifier les données · modifier les données |
| Thiaucourt-Regniéville           | 54518      | CC Mad et Moselle              | 19,01            | 1 120 (2022)                      | 59                 | modifier les données · modifier les données |
| Tremblecourt                     | 54532      | CC Terres Touloises            | 6,08             | 158 (2022)                        | 26                 | modifier les données · modifier les données |
| Trondes                          | 54534      | CC Terres Touloises            | 12,64            | 521 (2022)                        | 41                 | modifier les données · modifier les données |
| Viéville-en-Haye                 | 54564      | CC Mad et Moselle              | 8,54             | 140 (2022)                        | 16                 | modifier les données · modifier les données |
| Vilcey-sur-Trey                  | 54566      | CC Mad et Moselle              | 13,17            | 147 (2022)                        | 11                 | modifier les données · modifier les données |
| Villers-en-Haye                  | 54573      | CC du Bassin de Pont-à-Mousson | 7,29             | 159 (2022)                        | 22                 | modifier les données · modifier les données |
| Villey-Saint-Étienne             | 54584      | CC Terres Touloises            | 17,29            | 1 020 (2022)                      | 59                 | modifier les données · modifier les données |
| Xammes                           | 54594      | CC Mad et Moselle              | 8,16             | 178 (2022)                        | 22                 | modifier les données · modifier les données |
| Canton du Nord-Toulois           | 5416       |                                | 594,97           | 26 074 (2022)                     | 44                 | modifier les données                        |

## Démographie
En 2022, le canton comptait 26 074 habitants, en évolution de −2,68 % par rapport à 2016 (Meurthe-et-Moselle : −0,13 %, France hors Mayotte : +2,11 %).
| 2013   | 2018   | 2022   |
| ------ | ------ | ------ |
| 26 650 | 26 583 | 26 074 |